# After Five

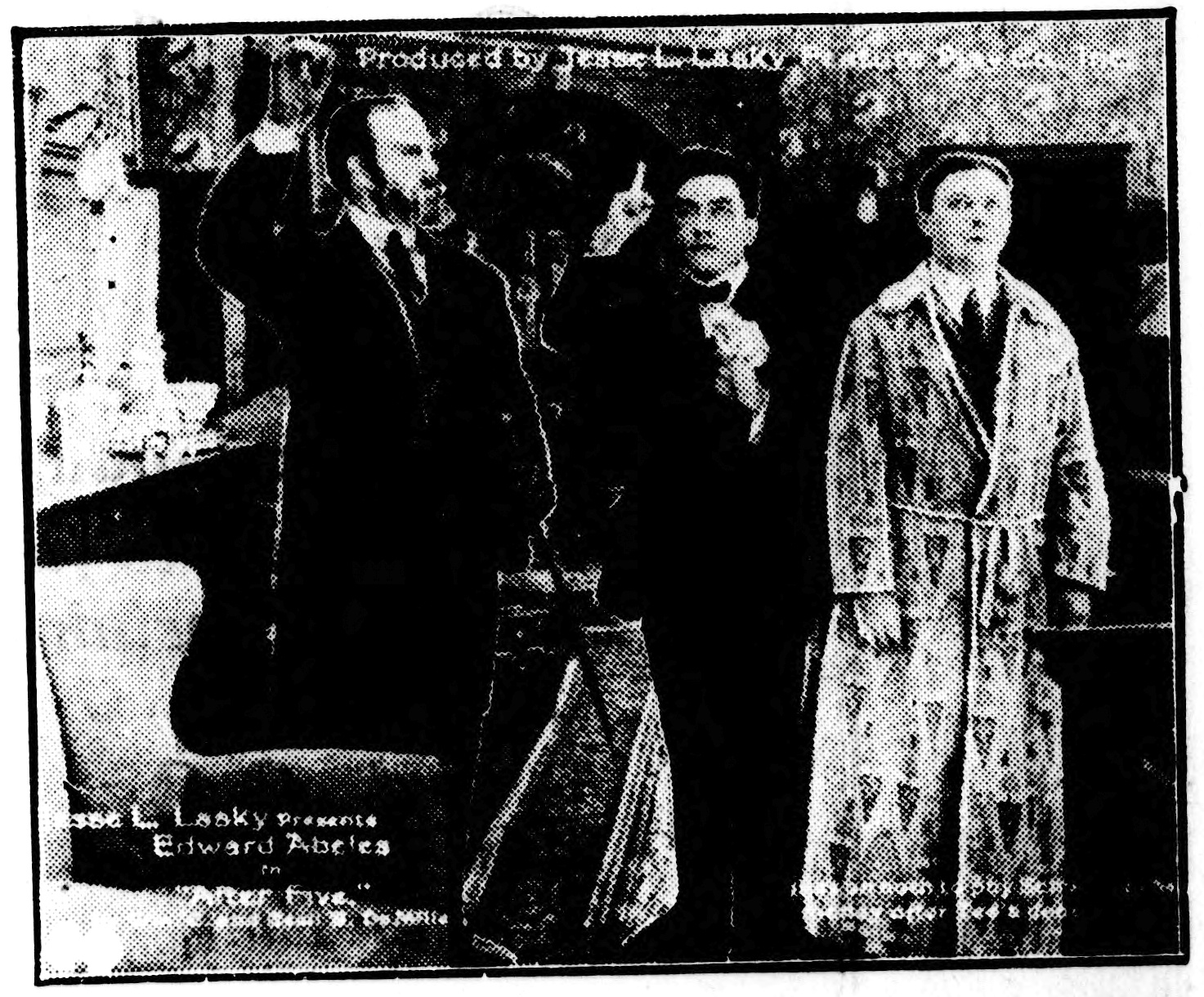
Publicité pour le film dans un journal de l'époque

After Five est un film américain réalisé par Cecil B. DeMille et Oscar Apfel, sorti en 1915.

## Fiche technique
- Réalisation : Cecil B. DeMille et Oscar Apfel
- Scénario : William C. DeMille
- Production : Paramount Pictures
- Photographie : Alfredo Gondolf
- Durée : 50 minutes (5 bobines)[1]
- Date de sortie : 
  - États-Unis : 28 janvier 1915

## Distribution
- Edward Abeles (en) : Ted Ewing
- Sessue Hayakawa : Oki, le Valet
- Betty Schade : Nora Hildreth
- Jane Darwell : Mrs. Russell, 'tante Diddy'
- Theodore Roberts : Bruno Schwartz
- Monroe Salisbury : Sam Parker
- James Neil
- Ernest Joy
- Jode Mullally
- Ernest Garcia